# Stonewall (ópera)
Stonewall es una ópera estadounidense sobre los disturbios de Stonewall de 1969, el detonante del movimiento moderno de derechos LGBTQ, que se estrenó a nivel mundial en junio de 2019 en el marco del Stonewall 50 - WorldPride NYC 2019, proyectado para ser el mayor evento LGBTQ del mundo. Stonewall fue encargada por la New York City Opera (NYCO) y cuenta con música de Iain Bell, libreto de Mark Campbell, ganador del premio Pulitzer y dirección de Leonard Foglia. La producción es una Iniciativa de Orgullo 2019 de la NYCO, que produce cada año una obra centrada en el colectivo LGBT que se estrena en junio en conmemoración del Mes del Orgullo LGTB+. La ópera se estrenó en junio de 2019 en el Rose Theatre, en el Jazz at Lincoln Center. Fue producida para honrar tanto el 50 aniversario de los disturbios de Stonewall como el 75 aniversario de la NYCO. Stonewall es la primera ópera con un personaje trans escrita para una cantante abiertamente trans, la mezzosoprano Liz Bouk.

## Iniciativas del Orgullo de la NYCO
Producciones anteriores de la Iniciativa del Orgullo de la NYCO habían sido Brokeback Mountain, del compositor estadounidense Charles Wuorinen, basada en el relato corto Brokeback Mountain de Annie Proulx de 1997 y en 2017, Angels in America, del compositor húngaro Péter Eötvös, una adaptación de la obra de Tony Kushner. A pesar de que la NYCO lleva en activo desde 1943,  se reactivó en 2016 tras una quiebra en 2013 después de la cual se puso en marcha la Iniciativa del Orgullo. Stonewall  es la primera obra encargada a la renacida NYCO. La NYCO se ha enfrentado a problemas de recaudación de fondos debido a la quiebra, pero espera que Stonewall ayude a reactivar sus finanzas.

## Orígenes
Los disturbios de Stonewall, una serie de manifestaciones espontáneas y violentas de la comunidad LGBT contra una de tantas redadas policiales, que tuvo lugar en la madrugada del 28 de junio de 1969, en el Stonewall Inn en Greenwich Village, fue el acontecimiento más importante que condujo al movimiento de liberación LGBT y a la lucha moderna por los derechos LGBT en los Estados Unidos.
Los estadounidenses homosexuales de las décadas de 1950 y 1960 tuvieron que enfrentarse a un sistema legal anti-gay. Los últimos años de la década de 1960 fueron muy conflictivos ya que había muchos movimientos sociales y políticos activos, como el movimiento por los derechos civiles, la contracultura de la década de 1960 y el movimiento contra la guerra de Vietnam. Estas influencias, junto con el ambiente liberal de Greenwich Village, sirvieron como catalizadores de los disturbios de Stonewall.
La NYCO salió de la quiebra en enero de 2016 y tuvo que recortar su calendario de dieciséis representaciones de cuatro óperas en 2017-18 a solo una, Stonewall, en 2019, además de varias obras en salas más pequeñas. Stonewall fue un encargo de la NYCO y de su director general, Michael Capasso, que puso en contacto al compositor Iain Bell y al libretista Mark Campbell. Tras ser seleccionados, los autores del proyecto, solo tuvieron nueve meses para que el estreno coincidiera con el 50 aniversario de los disturbios de Stonewall y a su vez, con el 75 aniversario de la NYCO. Cuando se les preguntó qué esperaban que el público recordara de la experiencia, coincidieron en expresar que cuando se unen personas diversas, pueden acabar con la opresión.
Campbell, que era gay y asiduo del Stonewall Inn, se sintió honrado por el hecho de que se le encargara el trabajo, aunque tuviera que ir a un ritmo muy rápido. Solo tuvo unas pocas semanas para el primer borrador. Bell trabajó en la partitura después de terminar Jack the Ripper: The Women of Whitechapel y lo describió como un placer por la variedad de personajes para los que tenía que escribir la partitura.

## Personajes
Campbell basó los personajes, según dijo, en “la gente diversa que tuve el privilegio de conocer y amar como hombre gay que ha vivido en el centro de Nueva York durante varias décadas” partiendo de su imaginación y no de composiciones. Intentó mostrar cómo eran acosados en su vida diaria, cómo se unieron “con humor, rabia y finalmente esperanza para levantarse contra la policía”. Los personajes y cantantes que los interpretan fueron:
- Maggie (interpretada por Lisa Chavez), una lesbiana butch que se enfrenta a la brutalidad policial,
- Carlos (Brian James Myer), un profesor de inglés dominicano-estadounidense gay que pierde su trabajo,
- Renata (Jordan Weatherston Pitts), también conocida como Maynard, una drag queen afroestadounidense,
- Valerie (Rocky Eugenio Sellers), la hermana de Renata, otra travesti,
- Larry (Marc Heller), un inspector adjunto del Departamento de Policía de Nueva York,
- Sarah (Lucas Bouk), una mujer trans hippie que celebra el primer aniversario de su transición,
- Edward, un asesor financiero en el armario,
- Andy (Andrew Bidlack), un adolescente blanco expulsado de su casa, que vive en la calle,
- Leah (Jessica Fishenfeld), una lesbiana judía,
- Sal (Michael Corvino) un gerente de club controlado por la mafia,
- Troy (Joseph Beutel) un chico gay-for-pay que hace de gogó buscavidas y consumidor de drogas,
- Oficiales de policía:
  - Cahn: Peter Kendall Clark
  - Giordano: John Allen Nelson
  - Andrews: Andrew Wannigman
  - Romano: Michael Kuhn
  - Economides: Julia Snowden
  - Williams: Kristin Renee Young
  - Hennessey: Michael Boley

Carolyn Kuan se encargó de la dirección. Richard Stafford de la coreografía.

## Música
Iain Bell dijo sobre la composición de la música que había sido una alegría poder hacer un guiño a varios elementos de la música de los años 60, por lo que se exploran los riffs y las progresiones armónicas que en ocasiones recuerdan más a las de la música popular de la época. Escribió dos canciones de jukebox que se grabaron con la icónica y legendaria formación femenina Darlene Love, que abren la segunda parte: Today's The Day sobre una boda y Better Days Ahead, una canción triste al estilo de Shirley Bassey.

## Trama
A lo largo de 75 minutos, la historia se desarrolla en tres partes, todas ellas en la ciudad de Nueva York. La primera, en muchos lugares, la segunda en el Stonewall Inn, tanto en el interior como en el exterior y finalmente, en Christopher Street antes del amanecer.